# شارع بورسعيد (القاهرة)

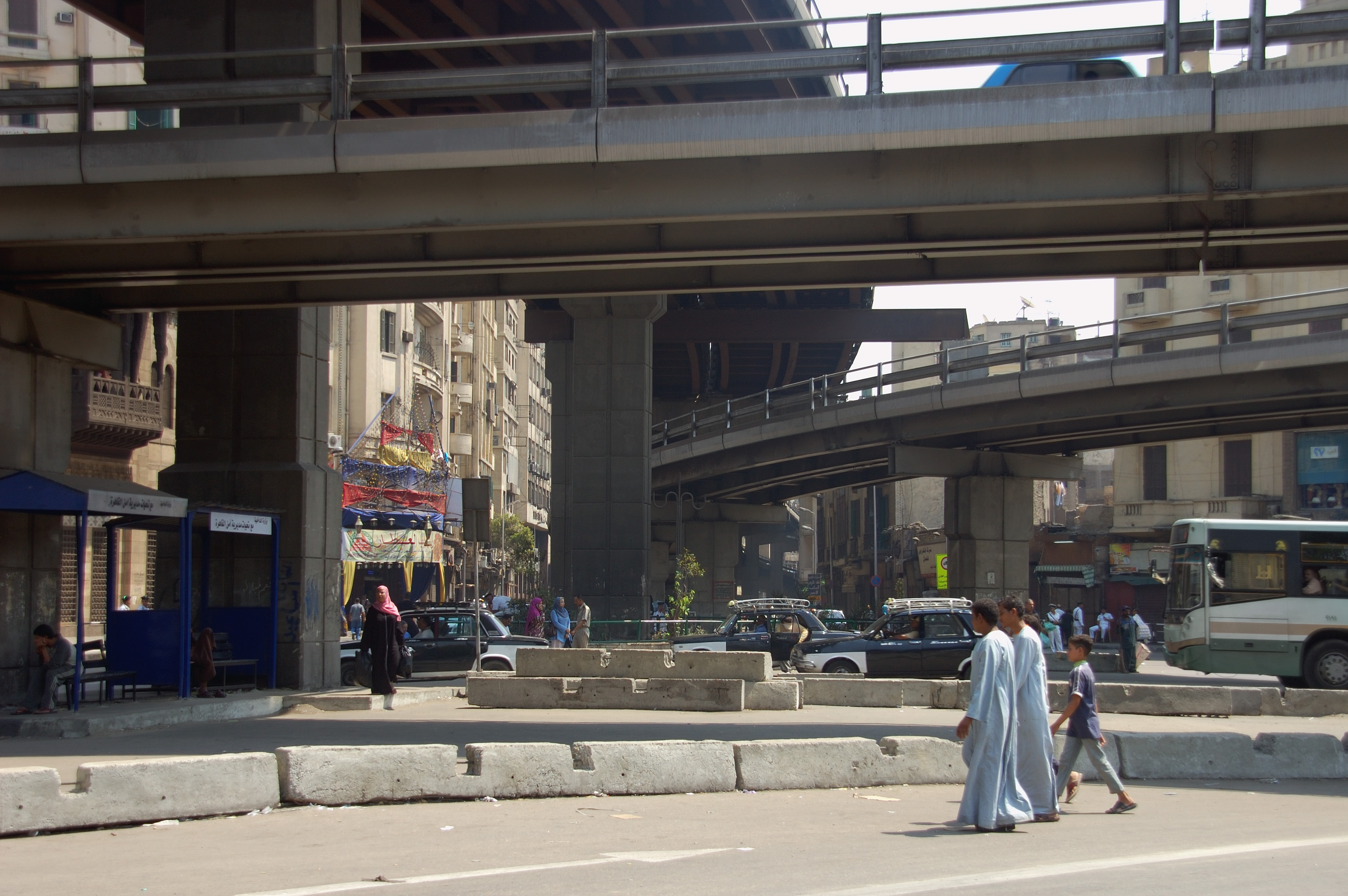
كوبري وصلة شارع بورسعيد مع شارع الأزهر.

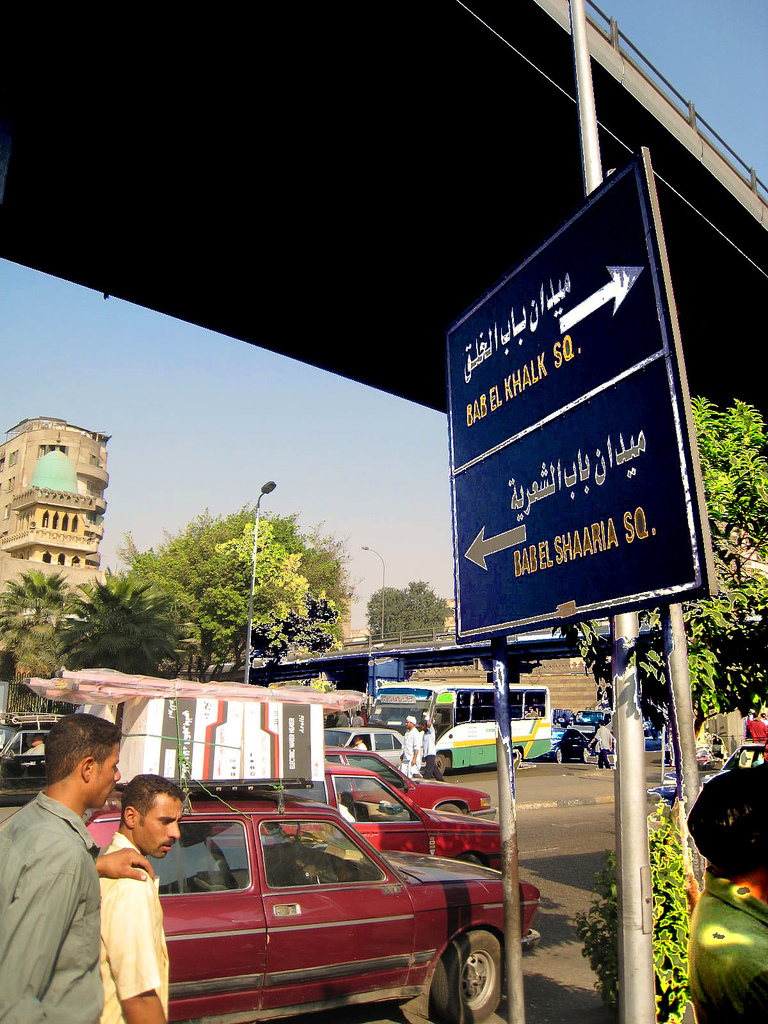
يصل شارع بورسعيد ميدان باب الخلق جنوبا بميدان باب الشعرية شمالا.

شارع بورسعيد من المحاور المرورية في قلب العاصمة المصرية القاهرة يقع بالقرب من منطقة الأزهر.يمتد ش بورسعيد من مدينة الخصوص حتى ميدان فم الخليج بالمنيل